# Gulsim Asfendiarova
Gulsim Asfendiarova, född 1880, död 1937, var en kazakisk läkare. Hon blev 1908 den första kvinnliga läkaren i Kazakstan tillsammans med Zeinep Sadykovna, som tog examen från samma skola samma år.

## Biografi
Gulsim Asfendiarova föddes den 12 november 1880 i Tasjkent som dotter till generalmajor Seitzhappar Asfendiyarov. Hon studerade vid Tasjkents flickgymnasium. År 1897 öppnades Kvinnliga Medicinska Institutet i St. Petersburg, vilket var den första plats i Ryssland där kvinnor kunde studera medicin. År 1902 tilldelade Turkestans generalguvernör tio stipendier för turkestanska flickor att studera vid skolan. Två av dem vanns av Gulsim Asfendiyarov och Zeinep Sadykovna från Kazakstan. Under den ryska revolutionen 1905–1907 stängdes skolan liksom andra universitet i Sankt Petersburg, och öppnades igen efter kriget. Hon tog examen 1908. Hon var Kazakstans första kvinnliga läkare, då hennes föregångare, Jankümis Bayğozïna, 1885 tog examen i obstetrik från Omsk Militära Obstetriska Skola, och inte som vanlig läkare.
I enlighet med order №86 från den militära medicinska avdelningen, skickades hon till Temirlans landsbygdsmedicinska distrikt i Shymkent-distriktet, och utnämndes till distriktsläkare i Syrdarya-regionen. Den 15 oktober 1912 överfördes hon till tjänsten som distriktsläkare vid läkarstationen på landsbygden i Pap i Namangan-distriktet i Fergana-regionen. Vid den tiden vidtogs åtgärder i Khivakhanatet för att organisera sjukvård för befolkningen, och 100 000 rubel tilldelades från statskassan. Med dessa medel påbörjades 1911 byggandet av ett sjukhus för 100 bäddar i den gamla delen av staden Khiva, där Gulsim Asfendiarova arbetade i flera år. Hon arbetade sedan som gynekolog i Tasjkent. År 1913 arbetade 31 personer på den medicinska avdelningen och 15 personer på den ekonomiska avdelningen på sjukhuset för obstetrik och gynekologi med 30 bäddar i Tasjkent och dess poliklinik, ledd av Gulim Asfendiarova.
Gulsim Asfendiarova fortsatte att arbeta som läkare och lärare under bolsjevikstyret, som tog den politiska makten i Turkestanregionen efter oktoberrevolutionen 1917. I maj 1917 tog Gulsim Asfendiarova över ledningen av en obstetrisk skola för lokala kvinnor på förlossningssjukhuset, på begäran av Turkestans regionala byrå, under ledning av Turar Ryskulov, i Tasjkent. Förutom undervisning var hon engagerad i utbildning av sjuksköterskor.